# Thelotrema harmandii
Thelotrema harmandii är en lavart som beskrevs av Pit. 1911. Thelotrema harmandii ingår i släktet Thelotrema och familjen Thelotremataceae.   Inga underarter finns listade i Catalogue of Life.